# Japanse spitsmuismol
De Japanse spitsmuismol (Urotrichus talpoides)  is een zoogdier uit de familie van de mollen (Talpidae). De wetenschappelijke naam van de soort werd voor het eerst geldig gepubliceerd door Temminck in 1841.

## Voorkomen
De soort komt voor in Japan.

## Illustratie
filmpje op YouTube